# Vitbergstången
Vitbergstången är ett naturreservat i Åsele kommun i Västerbottens län.
Området är naturskyddat sedan 2008 och är 180 hektar stort. Reservatet omfattar sydostsluttningar av Vitberget och en myr i öster.  Reservatet består av gammal grannaturskog med inslag av björk och enstaka gamla tallar.